# Cắt cổ áo
Cắt cổ áo (danh pháp hai phần: Accipiter cirrocephalus) là một loài chim lá thuộc accipiter trong họ Ưng. Loài này phân bố ở Úc, và New Guinea và các đảo nhỏ gần đó.

## Mô tả
Các phần trên có màu xám với một cổ áo màu hạt dẻ, dưới là chủ yếu là màu hung đo, sọc dọc mịn với màu trắng. Nó tương tự như màu cắt nâu nhưng nhỏ hơn, và giống ở kiểu bay nhanh và linh hoạt của nó. Chiều dài cơ thể là 30–40 cm (11,8-15,7) và sải cánh dài 55–80 cm (21,7-31,5 in). Con mái trưởng thành cân nặng 240 g còn con trống nặng 125 g.

## Phân bố và môi trường sống
Cắt cổ áo phổ biến rộng rãi khắp Úc và New Guinea, ngoại trừ cho những sa mạc cát. Nó được tìm thấy trong rừng và rừng cây gỗ. Nó ăn chủ yếu vào những con chim nhỏ bị bắt trong khi bay như chim sẻ nhà thông thường và sáo thông thường, đôi khi chúng ăn côn trùng.

## Hình ảnh

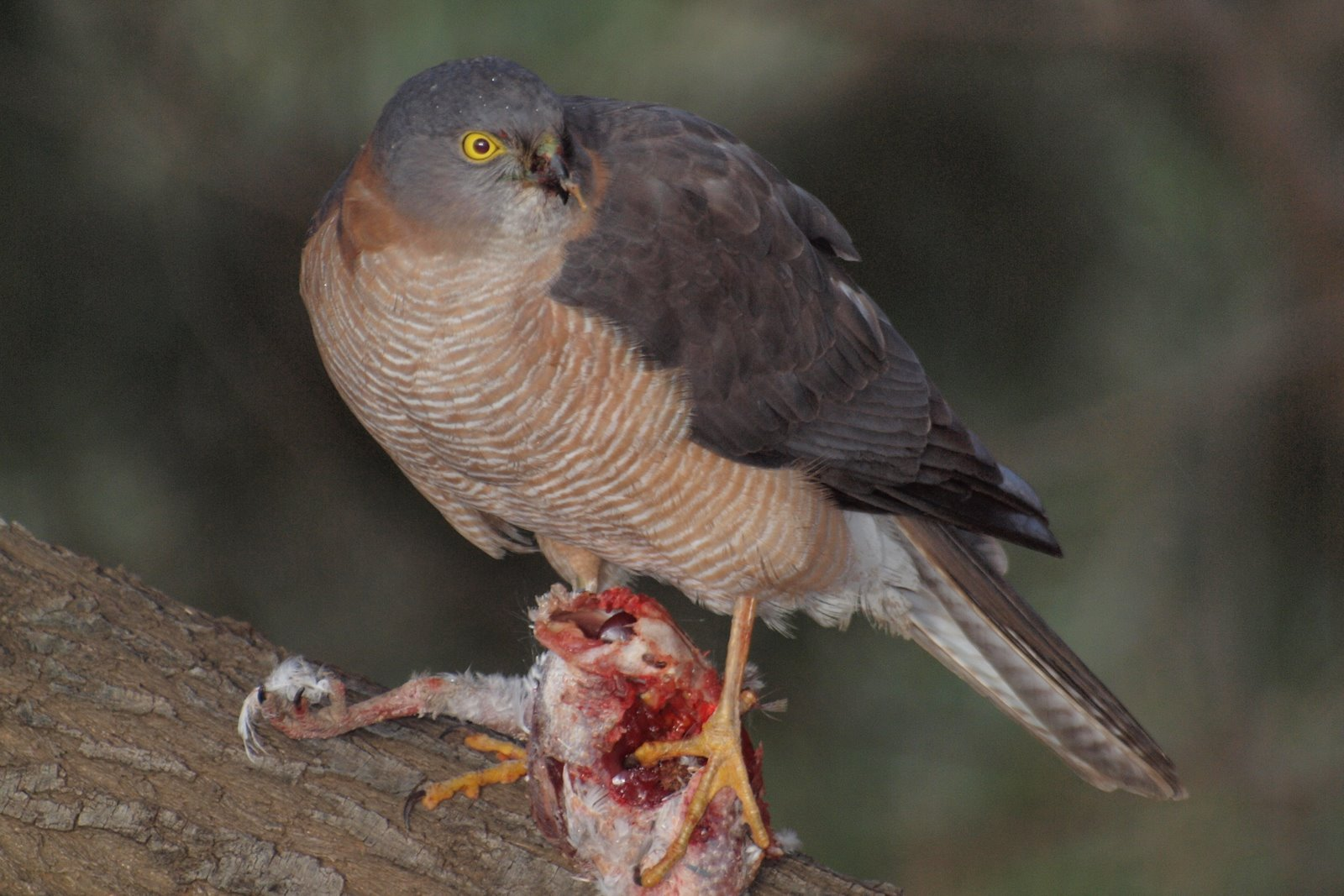
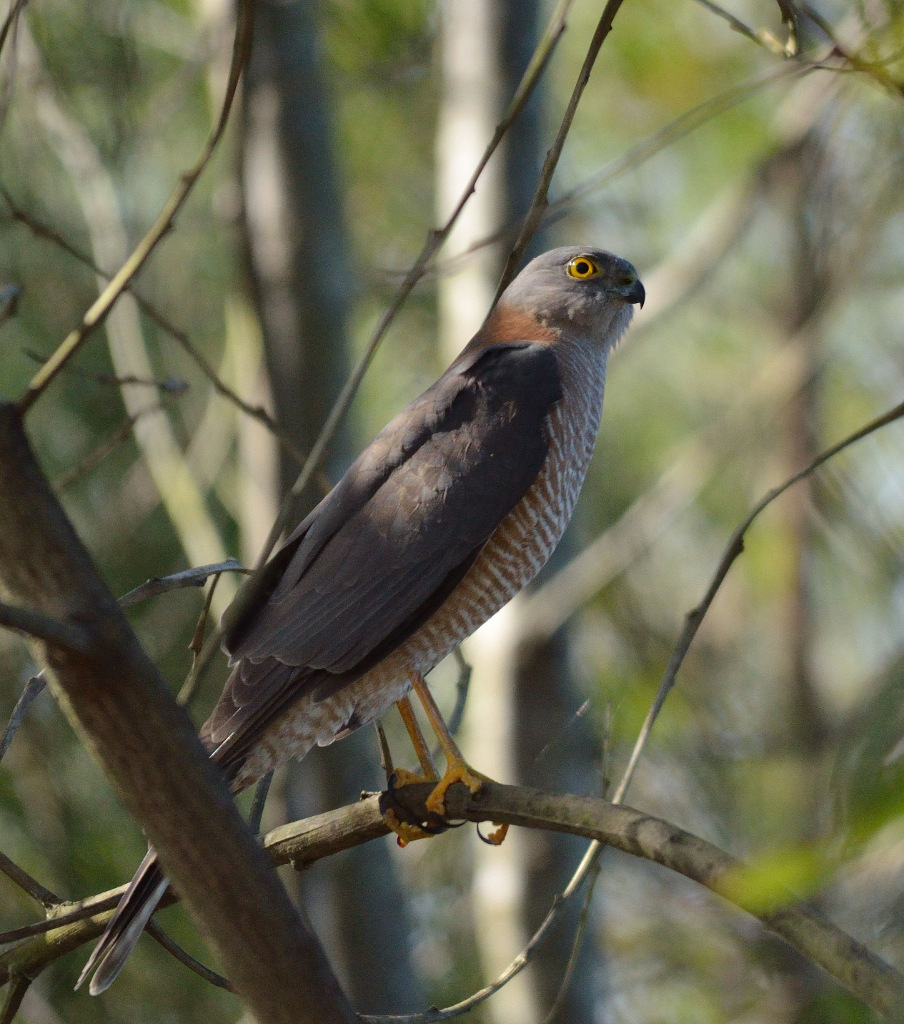
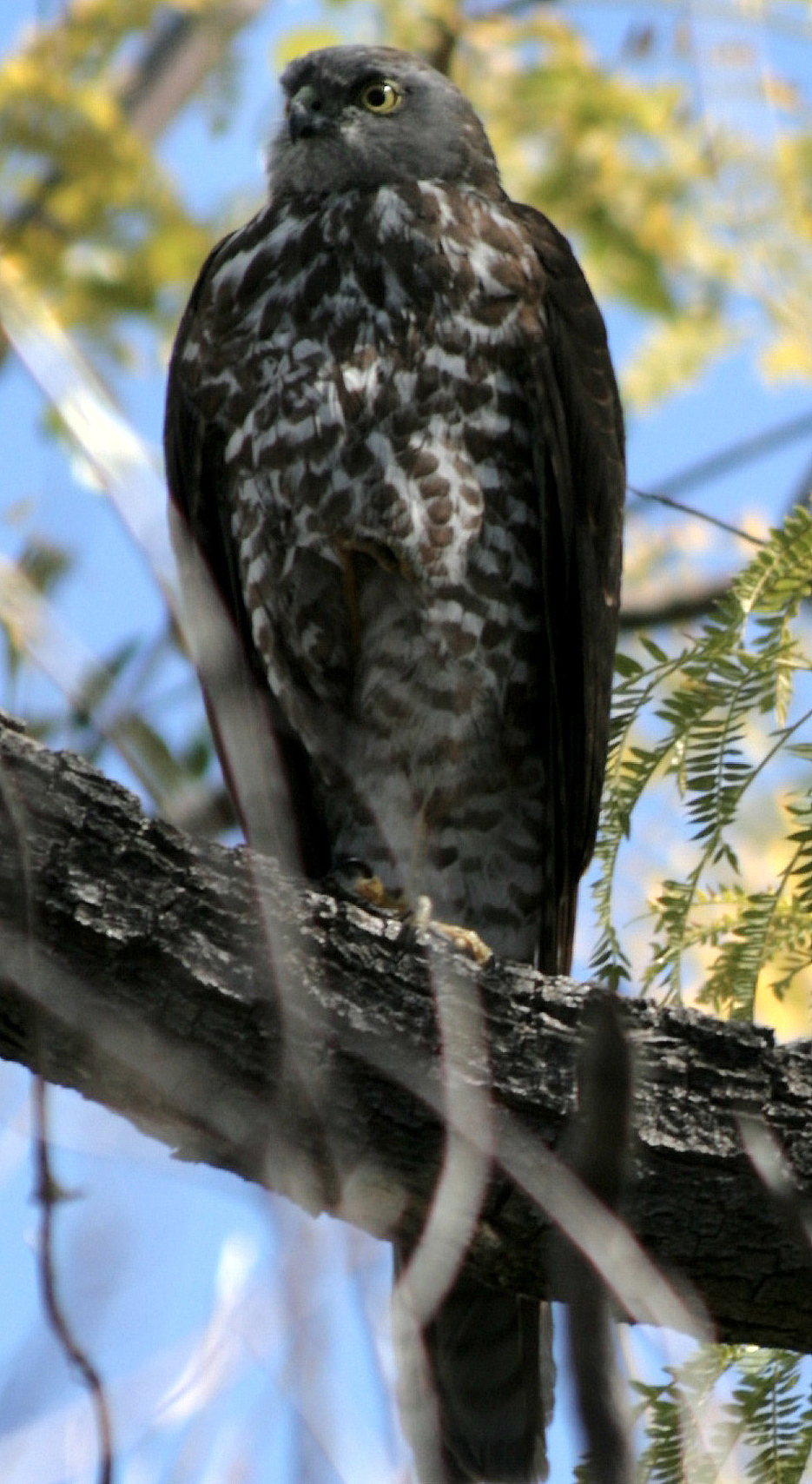